# Jammed Together
Jammed Together — студійний альбом Стіва Кроппера, Попа Стейплза та Альберта Кінга, випущений лейблом Stax Records в 1969 році. У тому ж році альбом зайняв 171-у позицію в хіт-параді журналу Billboard — The Billboard 200.

## Список композицій
1. «What'd I Say» (Рей Чарльз) — 5:31
2. «Tupelo» (Джон Лі Хукер) — 6:03
3. «Tupelo» (Альвертіс Ізбелл, Карл Томас) — 5:33
4. «Baby, What You Want Me to Do» (Джиммі Рід) — 3:33
5. «Big Bird» (Едді Флойд, Букер Т. Джонс) — 3:16
6. «Homer's Theme» (Гомер Бенкс, Реймонд Джексон) — 2:13
7. «Trashy Dog» (Террі Меннінг) — 3:03
8. «Don't Turn Your Heater Down» (Стів Кроппер, Альвертіс Ізбелл) — 3:18
9. «Water» (Стів Кроппер, Едді Флойд) — 3:09
10. «Knock on Wood» (Стів Кроппер, Едді Флойд) — 5:02

## Учасники запису
- Альберт Кінг — гітара, вокал
- Стів Кроппер — гітара, вокал
- Поп Стейплз — гітара, вокал

## Позиції у чартах
Альбом
| Рік  | Чарт              | Позиція |
| ---- | ----------------- | ------- |
| 1969 | The Billboard 200 | 177     |

Сингли
| Сингл             | Інформація                                             |
| ----------------- | ------------------------------------------------------ |
| «Tupelo (Part 1)» | - Сингл Stax 0047, 1969 - Сторона Б: «Tupelo (Part 2)» |
| «Water»           | - Сингл Stax 0048, 1969 - Сторона Б: «Opus de Soul»    |